# Horst Buhtz
Horst Buhtz (Magdeburgo, 21 de septiembre de 1923 - Langenfeld, 22 de marzo de 2015) fue un entrenador y futbolista alemán que jugaba en la demarcación de extremo.

## Biografía
Debutó como futbolista en 1939 con el primer equipo del SV Fortuna Magdeburg a los 16 años de edad, aunque formando parte del club desde dos años antes. Jugó en el club hasta 1947, y tras dejar la zona de ocupación soviética tras la guerra, fichó por el Kickers Offenbach. Se hizo con la Oberliga Süd en 1949, y un año después perdió en la final del Campeonato Alemán de Fútbol 1950 contra el VfB Stuttgart por 2-1, marcando Buhtz el gol de su equipo en el minuto 47. En tre 1950 y 1952 jugó para el Karlsruher SC, jugando en la Oberliga Süd, que era el máximo nivel de aquella zona. En cinco años en aquella liga, Buhtz marcó 69 goles en 143 partidos. En 1952, Buhtz se convirtió en el segundo jugador alemán en jugar en la Serie A italiana —el primero fue Ludwig Janda para el TSV 1860 Múnich—. Jugó para el Torino FC, ganando un total de 150 000 DM por temporada, una cantidad por la que un jugador en Alemania "tendría que jugar durante una década para ganarlo". Buhtz fue uno de los futbolistas nuevos que formaron el equipo del Torino tras los 18 futbolistas que fallecieron en la tragedia de Superga de 1949. Buhtz se convirtió en un titular regular para el equipo, marcando además 20 goles por temporada. En 1957 dejó el Torino para irse a Suiza, donde permaneció como jugador-entrenador para el FC Young Fellows y para el AC Bellinzona. En 1962 empezó a dedicarse exclusivamente para el cargo de entrenador para equipos como el Sportfreunde Saarbrücken, Borussia Neunkirchen, Hannover 96, Wuppertaler SV, Beşiktas JK, Borussia Dortmund, 1. FC Nuremberg, Bayer Uerdingen, Alemannia Aachen, Stuttgarter Kickers y para el Fortuna Colonia, último club que entrenó en 1987.
Falleció el 22 de marzo de 2015 en Langenfeld a los 91 años de edad.

## Clubes

### Como futbolista
| Club                   | País     | Año         | Partidos | Goles |
| ---------------------- | -------- | ----------- | -------- | ----- |
| SV Fortuna Magdeburg   | Alemania | 1937 - 1947 | ¿?       | ¿?    |
| Kickers Offenbach      | Alemania | 1947 - 1950 | 80       | 36    |
| Karlsruher SC          | Alemania | 1950 - 1952 | 63       | 33    |
| Torino FC              | Italia   | 1952 - 1957 | 127      | 34    |
| Young Fellows Juventus | Suiza    | 1957 - 1959 | 40       | 26    |
| AC Bellinzona          | Suiza    | 1959 - 1962 | ¿?       | ¿?    |

### Como entrenador
| Club                        | País     | Año         |
| --------------------------- | -------- | ----------- |
| SC Young Fellows Juventus   | Suiza    | 1957 - 1959 |
| AC Bellinzona               | Suiza    | 1959 - 1961 |
| Sportfreunde 05 Saarbrücken | Alemania | 1962 - 1963 |
| Borussia Neunkirchen        | Alemania | 1963 - 1966 |
| Hannover 96                 | Alemania | 1966 - 1968 |
| Wuppertaler SV              | Alemania | 1968 - 1974 |
| Beşiktaş JK                 | Turquía  | 1974 - 1976 |
| Borussia Dortmund           | Alemania | 1976        |
| 1. FC Nuremberg             | Alemania | 1976 - 1978 |
| Bayer Uerdingen             | Alemania | 1978 - 1981 |
| Alemannia Aachen            | Alemania | 1981 - 1982 |
| Stuttgarter Kickers         | Alemania | 1983 - 1984 |
| Fortuna Colonia             | Alemania | 1987        |

## Palmarés

### Como futbolista

#### Campeonatos nacionales
| Título       | Club              | País     | Año  |
| ------------ | ----------------- | -------- | ---- |
| Oberliga Süd | Kickers Offenbach | Alemania | 1949 |

### Como entrenador

#### Campeonatos nacionales
| Título          | Club        | País    | Año  |
| --------------- | ----------- | ------- | ---- |
| Copa de Turquía | Beşiktaş JK | Turquía | 1975 |